# Polyura entheatus
Polyura entheatus är en fjärilsart som beskrevs av Hans Fruhstorfer 1914. Polyura entheatus ingår i släktet Polyura och familjen praktfjärilar. Inga underarter finns listade i Catalogue of Life.